# Elizabeth Winder
Elizabeth Winder (ur. 1981) – amerykańska poetka i pisarka. W Polsce ukazały się dwie jej książki, biografie Sylvii Plath i Marilyn Monroe opowiadająca o życiu aktorki w latach 1954-1955.

## Życiorys

### Wczesne życie
Dorastała w dzielnicy Queens Lake w Hrabstwie York w Wirginii. Ukończyła Bruton High School i College of William & Mary, uzyskując tytuł magistra sztuk pięknych na George Mason University.

### Kariera
Swoją kerierę zaczęła od opublikowania zbioru poezji. W 2013 ukazała się jej pierwsza książka, Sylvia Plath w Nowym Jorku. Lato 1953 (ang. Pain, Parties and Work), oparta na wywiadach z kolegami swojej bohaterki, którzy pracowali w „Mademoiselle”. Swoją strukturą książka przypomina magazyn. W Polsce została wydana w 2015 nakładem wydawnictwa Marginesy.
W 2017 ukazała się jej książka Marilyn na Mantattanie. Najradośniejszy rok życia (ang. Marilyn in Manhattan), która skupia się na 1955 roku. Książka zdobyła pozytywne recenzje m.in. „Newsday” czy „New York Timesa”. W Polsce książka została wydana przez Wydawnictwo Literackie.